# Sergio Valdeolmillos
Sergio Valdeolmillos, né le 4 avril 1967, à Grenade, en Espagne, est un entraîneur espagnol de basket-ball.

## Palmarès
- Finaliste des Jeux panaméricains de 2011
- Champion des Amériques 2013
- Vainqueur du CentroBasket 2014